# Вольное (Кегичёвский район)
Вольное (укр. Вільне) — поселок,
Красненский сельский совет,
Кегичёвский район,
Харьковская область, Украина.
Код КОАТУУ — 6323181302. Население по переписи 2001 года составляет 22 (9/13 м/ж) человека.

## Географическое положение
Посёлок Вольное находится в 2-х км от реки Богатая (правый берег).
Посёлок построен при железной дороге, станция Вольный.
К посёлку примыкает посёлок Красное.

## История
- 1920 — дата основания.